# تیگن موس
تیگن موس (انگلیسی: Tegan Moss؛ زادهٔ ۷ فوریهٔ ۱۹۸۵) یک هنرپیشه اهل کانادا است. وی از سال ۱۹۹۳ میلادی تاکنون مشغول فعالیت بوده‌است. 
او در فیلم گناهکار بازی کرده است.